# F. L. Æ. Kunzen
Friedrich Ludwig Æmilius Kunzen, né le 24 septembre 1761 à Lübeck et mort le 28 janvier 1817 à  Copenhague, est un compositeur et chef d'orchestre allemand qui a essentiellement vécu au Danemark.

## Biographie
F. L. Æ. Kunzen est né à Lübeck, où son père, Adolph Carl Kunzen, était organiste et son grand-père, Johann Paul Kunzen (1696-1757), avait composé pour l’opéra d'État de Hambourg dans les années 1720. En 1781 il commence à étudier le droit à Kiel mais la musique l’intéresse davantage et en 1784, encouragé par le compositeur Johann Abraham Peter Schulz, il s’installe à Copenhague pour y poursuivre une carrière musicale.

## Discographie
- Hallelujah of Creation, CD (Marco Polo)
- Holger Danske, 2 CD (Marco Polo)
- Music for Piano, CD (Dacap)
- Symphonie en sol mineur, sur le CD Symphonies de Georg Gerson et F. L. Æ. Kunzen, par le Concerto Copenhagen, dir. Lars Ulrik Mortensen, label cpo (Classic Produktion Osnabrück) 777 085-2 (2005)